# Fort in de Botshol
Het Fort in de Botshol is een fort van de Stelling van Amsterdam. Het fort ligt in de Noorderpolder van Waver-Botshol, ten zuiden van de Waver.

## Bijzonderheden
Dit fort is het enige fort van de Stelling, waarvan het verdedigbare aardwerk uit 1895 behouden is gebleven. De slappe veengrond maakte het noodzakelijk de bodem met grote hoeveelheden zand te verstevigen. Het zandlichaam werd omgevormd tot verdedigbaar aardwerk met geschutsopstellingen. De brede onderwaterzetting maakte hier een goede verdediging mogelijk, waardoor de aanleg van betonnen gebouwen werd uitgesteld en uiteindelijk achterwege bleef. Uniek was ook de brug, waarvan het middenstuk in tijden van gevaar kon worden verwijderd. In de jaren tachtig is deze door de slechte staat vervangen door een eenvoudige houten brug.
In de plannen lag de taak voor het fort vast. Het moest de accessen gevormd door de dijk langs de Waver en het droogblijvende terrein in de voorliggende polder bewaken. Het fort ligt tussen Fort Waver-Amstel en Fort aan de Winkel, beide hemelsbreed op circa 3 km afstand.
Momenteel is het fort eigendom van Vereniging Natuurmonumenten. Door de zandgrond wijkt de flora sterk af van de nabije omgeving, er groeit o.a. blauw walstro en kleine tijm.